# Honckenya peploides
Honckenya peploides là loài thực vật có hoa thuộc họ Cẩm chướng. Loài này được (L.) Ehrh. mô tả khoa học đầu tiên năm 1783.